# Hovenäset
Hovenäset är en bebyggelse i Askums socken i  Sotenäs kommun, Bohuslän. SCB avgränsade här mellan 1960 och 2005 en tätort och mellan 2005 och 2015 en småort. Vid avgränsningen 2015 klassades bebyggelsen som en del av tätorten Kungshamn för att vid avgränsningen 2020 åter klassas som en separat småort. 2023 klassades den åter som del av tätorten Kungshamn.
Hovenäset är ett fiskeläge strax norr om Kungshamn i Askums socken.

## Historia
Hovenäset ligger på utmarken till hemmanet Hovenäs, vilket på de äldsta landskapskartorna stavas Hogenäs. På samma kartor har samhället namnet Nääs. När ett municipalsamhälle inrättades i Askums landskommun för orten 22 februari 1902 fick det från första början namnet Hogenäs Näs municipalsamhälle för att 1938 namnändras till Hovenäsets municipalsamhälle (som sedan 31 december 1959 upplöstes efter att då sedan 1952 tillhöra Södra Sotenäs landskommun). På kartor från 1600-talet finns ett fåtal bebyggelsetecken vid stranden innanför Kryssnäs, som är den sydligaste spetsen.
År 1879 var bebyggelsen samlad innanför hamnviken norr om Kryssnäs. Drygt 25 sjöbodar kantade viken och omkring 45 bostadshus stod på berghällarna bakom dem. Åkermarker och beteshagar låg i dalsänkorna nordväst och sydost om bebyggelsen. Uthus, ladugårdar och odlingstäppor fanns dock mellan bostadshusen. Både bostadshus och sjöbodar från den tiden finns ännu kvar i samhället och i relativt välbehållet skick. Flera av de minsta bostadshusen har dock antingen rivits och ersatts av nya, eller också byggts på.
År 1937 fick samhället sitt nuvarande namn, Hovenäset. Bostadsbebyggelsen låg då i huvudsak på berget mellan landsvägen och Näsekilens norra strand. Sjöbodar, magasin och fabriksbyggnader kantade stranden. De lummiga träden i dalgången bildade effektfulla kontraster till de vita husen och de omgivande grå bergen.
Dansrestaurangen Hovenäsbaden låg på nuvarande grusparkeringen vid badplatsen och ägdes av Reso AB. Hovenäsbaden förstördes i en eldsvåda 15 juli 1952.

### Befolkningsutveckling
| Befolkningsutvecklingen i Hovenäset 1900–2010                                                                             | Befolkningsutvecklingen i Hovenäset 1900–2010 | Befolkningsutvecklingen i Hovenäset 1900–2010 | Befolkningsutvecklingen i Hovenäset 1900–2010 | Befolkningsutvecklingen i Hovenäset 1900–2010 |
| --- | --------------------------------------------- | --------------------------------------------- | --------------------------------------------- | --------------------------------------------- |
| |                                               |                                               |                                               |                                               |
| År |                                               |                                               | Folkmängd                                     | Areal (ha)                                    |
| 1900 | 1900                                          |                                               | 379                                           | †                                             |
| 1960 | 1960                                          |                                               | 384                                           |                                               |
| 1965 | 1965                                          |                                               | 364                                           |                                               |
| 1970 | 1970                                          |                                               | 354                                           |                                               |
| 1975 | 1975                                          |                                               | 308                                           |                                               |
| 1980 | 1980                                          |                                               | 257                                           | 21                                            |
| 1990 | 1990                                          |                                               | 249                                           | 22                                            |
| 1995 | 1995                                          |                                               | 255                                           | 26                                            |
| 2000 | 2000                                          |                                               | 213                                           | 26                                            |
| 2005 | 2005                                          |                                               | 199                                           | 26#                                           |
| 2010 | 2010                                          |                                               | 183                                           | 26#                                           |
| Anm.: Upphörde som tätort 2005.Sammanvuxen 2015 med Kungshamn † Befolkning runt ett municipalsamhälle 1900. # Som småort. |                                               |                                               |                                               |                                               |

## Samhället

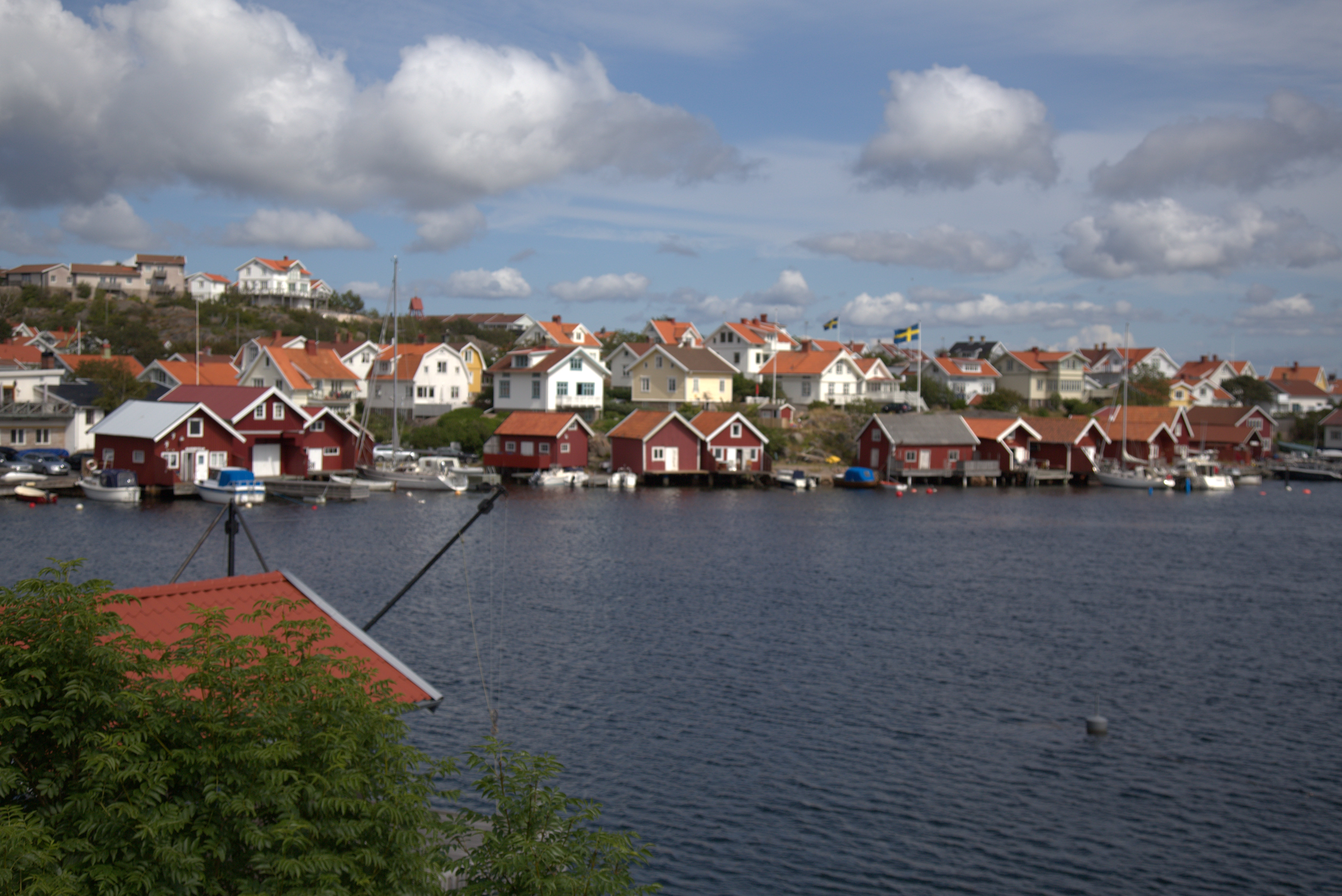
Vy över Hovenäset från sydväst.

Hovenäset ligger skyddat inne i Klevekilen och det lilla samhället är omgivet av berg. Mellan bostadshusen på berget går stigar täckta med asfalt mellan släta berghällar, skrevor med gräs och buskar och små blomstertäppor. Små öppna platser har här och var bildats mellan byggnaderna.
Från havet dominerar fabriksbyggnaderna på Kryssnäs på avstånd, men efter passagen av sundet in till Klevekilen dyker hamnviken med sina faluröda sjöbodar, bryggor och båtar upp. Längst in finns faktiskt också några grå, timrade bodar utan täckpanel. Bakom bodarna klättrar först de små enkel- och dubbelhusen med bevarad ljus träpanel och enkel snickeridekor och därefter större och högre bostadshus med bevarade ornament. 
Här finns Hovenäsets kapell och ett vandrarhem. Det finns också en badplats som i folkmun kallas Reso.  På badplatsen finns manetnät, hopptorn och en kiosk. som besöks flitigt under sommarmånaderna.

## Idrott
Den enda aktiva idrottsföreningen i samhället är Hovenäsets Segelsällskap som anordnar kappseglingar och seglarskola. Tidigare har det även funnits en bordtennisklubb på orten, Hovenäsets BTK, som spelade i nuvarande vandrarhemmet och som var aktiv fram tills i början av 1990-talet. I samma lokaler fanns det även en gymnastikförening som var aktiv en bit in på 1970-talet.